# 柯渡镇
柯渡镇是中国云南省昆明市寻甸回族彝族自治县下辖的一个镇。

## 行政区划
柯渡镇共辖13个行政村，分别是：
柯渡村、磨腮村、可郎村、新沙村、新庄村、猴街村、乐朗村、甸尾村、新村村、丹桂村、长箐村、松林村、木刻村。